# Fondazione Eni Enrico Mattei (FEEM)
A Fondazione Eni Enrico Mattei (FEEM) é uma organização sem fins lucrativos fundada em 1990 que promove atividades que promovem o desenvolvimento sustentável